# گالیم نیترات
نیترات گالیم (به انگلیسی: Gallium nitrate) با فرمول شیمیایی Ga(NO۳)۳ یک ترکیب شیمیایی با شناسه پاب‌کم ۶۱۶۳۵ است. که جرم مولی آن ۲۵۵٫۷۳۷۷ g/mol می‌باشد. 